# Christoph Weser
Christoph Weser (Christoph 55) ist der Funkrufname des am Flughafen Bremen stationierten Rettungshubschraubers. Er wird von der DRF Luftrettung betrieben und für die Luftrettung in und um Bremen eingesetzt.

## Station, Einsatz und Besatzung
Der Hubschrauber vom Typ Airbus Helicopters H145 (D-2) wird von der Feuerwehr- und Rettungsleitstelle der Berufsfeuerwehr Bremen zu Rettungseinsätzen mit Notarztindikation alarmiert, die Art des Notfalls den Transport eines Patienten mittels Hubschrauber erforderlich macht oder Intensivtransporte von Patienten notwendig sind. Zum Einsatzgebiet von Christoph Weser gehören die Landkreise Diepholz, Verden, Rotenburg, Stade, Cuxhaven, Bremerhaven, Ammerland, Delmenhorst, Cloppenburg, Vechta, Oldenburg und Ostfriesland (mit den Ostfriesische Inseln).
Bei seinen Einsätzen ist der Rettungshubschrauber Christoph Weser mit einem Piloten der DRF Luftrettung besetzt. Die Notfallsanitäter, welche ebenfalls Mitarbeiter der DRF Luftrettung sind, gehören zur Hubschrauberbesatzung (HEMS-TC). Sie unterstützen den Piloten im Bereich der Kommunikation und Navigation. Die Notärzte, welche über eine Qualifikation in den Fachrichtungen Anästhesie, Notfall- und Intensivmedizin verfügen, kommen vom Klinikum Links der Weser. In der Winterzeit wird das Team in der Spätschicht um eine Flight Nurse (Intensiv-, Anästhesie- und Notfallpflegekräfte) ergänzt, da der HEMS-TC zu dieser Zeit den Piloten unterstützt.

## Geschichte
Christoph Weser wurde am 1. Oktober 1984 in Dienst gestellt. Zwischen 1984 und 1996 waren wechselnde Betreiber in Bremen für die Luftrettung zuständig: Es wurden unterschiedliche Hubschraubermuster, wie beispielsweise die AS 350, Bell Jet Ranger, BO 105 sowie die S-76 eingesetzt. Einer dieser Betreiber war der Ambulanzflugdienst Niedersachsen, welcher den Hubschrauber damals noch unter der Kennung Rotkreuz Niedersachsen 85-81 einsetzte. Am 1. September 1996 übernahm die DRF Luftrettung die Station. Bis zum 1. November 2007 war der Funkrufname Flugwacht Bremen 71. Bis zum 20. Oktober 2020 kam an der Station eine Maschine vom Typ MBB/Kawasaki BK 117 zum Einsatz, diese wurde durch eine Eurocopter EC145 ersetzt, welche wiederum am 1. August 2022 durch eine Airbus Helicopters H145 (D-2) ersetzt wurde. Seit September 2024 wird eine Airbus Helicopters H145 (D-3) eingesetzt.

## Sonstiges
Der Name Christoph geht auf den heiligen Christophorus zurück, den Schutzpatron der Reisenden und Nothelfer für Rettung aus höchster Gefahr. Nach ihm tragen alle deutschen Rettungshubschrauber den BOS-Funk-Rufnamen Christoph, gefolgt von einer Nummer bei Rettungshubschraubern und einer Bezeichnung zum Standort bei Intensivtransporthubschraubern.